# Kluch József
Kluch József (Znióváralja, 1748. március 30. – Mocsonok, 1826. december 31.) nyitrai püspök, érsek, egyházi író.

## Élete
Gimnáziumi tanulmányait több helyen folytatta, a bölcseletet és teológiát Nagyszombatban fejezte be. 1771-ben húsvét hétfőjén szentelték pappá, majd papnevelőintézeti tanulmányfelügyelő lett Nagyszombatban. Itt 1773-ban a bölcseleti erkölcstan egyetemi tanára, 1774-ben az általános papnevelő aligazgatója, 1777-ben az érseki hivatal titkára és szentszéki jegyző lett. 1779. október 12-én a nagyölvedi plébániára került, majd alesperes és szentszéki ülnök lett. 1786. november 13-án esztergomi kanonokká, 1798. november 9-én komáromi főesperessé, 1806-ban káptalani helytartóvá, 1807-ben bosoni címzetes püspökké, 1808. április 29-én nyitrai megyés püspökké, 1813-ban valóságos belső titkos tanácsossá nevezték ki. Életében és végrendeletében a művészetre, a nevelési és egyházi célokra fordított összeg meghaladja a félmillió forintot; így csak egyedül az esztergomi bazilikára 24 ezer forintot adományozott. Nyitrán temették el.
Arcképe rézmetszet: Fejér György, Kluch József érdemei c. munkájában; olajfestés Gruber Ádámtól a magyar tört. képcsarnokban Budapesten, Majer István ajándéka 1855. ápr. 16.

## Művei
- Divus Stephanus rex et apostolus Hungariae; panegyrica dictione celebratus: dum eidem tutelari suo antiquissimum seminarium sancti Stephani, pro more majorum suorum annuos ho nores persolvisset. Die XX mensis Augusti anno salutis 1768. Tyrnaviae (Ism. Némethy Lajos Dicsbeszédek 157. l.)
- Latin levele Horvát Istvánhoz, Mocsonok 1820. aug. 16. (a Magyar Nemzeti Múzeumi könyvtár kézirati osztályában)